# Dyschésie
 (juin 2024).
Le contenu est difficilement compréhensible vu les erreurs de traduction, qui sont peut-être dues à l'utilisation d'un logiciel de traduction automatique.
La dyschésie, constipation distale ou constipation terminale est le fait de défécations compliquées chez un patient par la difficulté à évacuer le contenu rectal,. Le symptôme du ténesme est un sujet étroitement lié.

## Définition
La dyschésie est une difficulté à évacuer le contenu rectal dans des conditions simples. Les patients rapportent le plus souvent une difficulté d’évacuation des matières fécales, une exonération longue ou en plusieurs temps, des efforts de poussée prolongés et, parfois, le recours à des manœuvres digitales d’aide à l’évacuation, qui peuvent être endo-anales ou endo-vaginales.
Certains décrivent un « syndrome de défécation obstruée », le définissant vaguement comme « une difficulté à évacuer, qui peut ou non être associée à la constipation ».
D'autres assimilent à tort la défécation obstruée à l'anisme ; bien que l'anisme soit un type de défécation obstruée, la défécation obstruée a de nombreuses autres causes potentielles.

## Diagnostic
Les deux principales caractéristiques de la défécation obstruée sont :
1. Une incapacité à évacuer volontairement le contenu rectal[4]
2. Un temps de transit colique normal [4]

Un questionnaire en cinq points a été validé pour le diagnostic et le classement du syndrome de défécation obstruée. Les paramètres en sont :
1. Effort excessif
2. Évacuation rectale incomplète
3. Utilisation de lavements et/ou de laxatifs
4. Digitations vaginales-anales-périnéales (besoin d'appuyer sur la paroi arrière du vagin ou sur le périnée pour faciliter la défécation)
5. Inconfort et/ou douleur abdominale

Une défécation obstruée peut être une cause d'évacuation incomplète des selles. La vidange normale du contenu rectal est de 90 à 100 %. Une évacuation inférieure à 90 % pourrait être définie comme une évacuation incomplète. L'évacuation incomplète est également l'un des facteurs impliqués dans la cause des fuites fécales.
L'incontinence fécale aux gaz, liquides, selles solides ou mucus en présence de symptômes d'obstruction de la défécation peut indiquer un prolapsus rectal occulte (c'est-à-dire une intussusception rectale ), un dysfonctionnement du sphincter anal interne /externe ou un syndrome du périnée descendant.

## Causes
Si elle est le plus souvent bénigne, elle peut être organique, digestive, gynécologique ou urologique.
Elle peut être soit « purement » fonctionnelle « à périnée normal » ou en lien avec des troubles anatomiques de la statique pelvienne isolés ou associés entre eux. Les troubles anatomiques de la statique pelvienne les plus fréquemment observés sont le prolapsus rectal interne et la rectocèle (respectivement 30 % et 19 %). Néanmoins, les autres troubles ne sont pas rares : entérocèle (19 %), prolapsus rectal (13 %), périnée descendant (10 %). La dyschésie est associée à des troubles anatomiques jusque dans 80 % des cas.
Une revue indique que les causes les plus courantes de perturbation du cycle de défécation sont associées à la grossesse et à l'accouchement, à la descendance gynécologique ou aux troubles neurogènes de l'axe cerveau-intestin. Les patients présentant une défécation obstruée semblent avoir une fonction altérée du plancher pelvien.
- Anisme [8] et dysfonctionnement du plancher pelvien [4]
- Rectocèle [4],[6]
- "Invagination rectale" (fait probablement référence à une intussusception rectale ) [6]
- Hypertonie du sphincter anal interne [9]
- Sténose anale [4]
- Impaction fécale [4]
- Cancer rectal ou anal [4]
- Syndrome du périnée descendant [4]

## Explorations complémentaires
Aucun travail ne démontre avec un niveau de preuve suffisant, l’intérêt de proposer systématiquement un temps de transit des marqueurs radio-opaques, une manométrie anorectale, une étude de l’expulsion d’un ballonnet rectal, une défécographie conventionnelle ou une I.R.M. défécographie à un patient constipé lors de la prise en charge initiale. En cas d’échec du traitement initial, sous réserve d’avoir évalué la compliance des malades à l’égard de cette prise en charge, il y a alors intérêt à pratiquer des examens complémentaires pour préciser le mécanisme physiopathologique de la constipation chez ces malades.

## Traitement
Le traitement est très généralement médical. L’objectif du traitement de la dyschésie est de faciliter l’évacuation des selles et non pas d’accélérer le transit. En théorie, les laxatifs oraux sont surtout destinés aux patients avec un ralentissement du transit colique tandis que les suppositoires et les micro lavements sont surtout utiles en cas de difficultés d’évacuation. Cependant, le niveau de preuve pour utiliser les suppositoires est faible et le niveau de preuve pour utiliser les micro lavements est insuffisant pour pouvoir les recommander, tandis que les laxatifs osmotiques ont un niveau de preuve suffisant pour être proposés chez des patients souffrant de constipation. C’est pourquoi les recommandations et les revues proposent toutes chez les patients souffrant de dyschésie, d’entreprendre un essai thérapeutique associant les règles hygiéno-diététiques et les laxatifs osmotiques.
Différents signaux électrophysiologiques ou manométriques peuvent être utilisés pour montrer ou faire entendre aux malades l’activité du sphincter anal externe au cours d’efforts d’expulsion. Après explication des anomalies responsables de la dyschésie que les patients voient sur un écran ou entendent, il leur est demandé d’intervenir pour normaliser le signal visuel ou auditif afin d’améliorer le fonctionnement sphinctérien.
Il peut, dans de rares cas, y avoir une nécessité chirurgicale dans certains troubles de la statique pelvienne postérieure ou le lors d'un mégarectum invalidant et résistant au traitement médical.

### Classification
La défécation obstruée est l'une des causes de la constipation chronique. La défécation obstruée pourrait être considérée comme un type d'occlusion intestinale, où elle peut être classée dans l'obstruction du gros intestin. La défécation obstruée donne souvent lieu à un symptôme appelé ténesme . La constipation, l'occlusion intestinale et le ténesme sont donc tous des sujets étroitement liés[réf. nécessaire].

L'obstruction de la sortie peut être classée en quatre groupes:
| - Obstruction fonctionnelle de la sortie - Inhibition inefficace du sphincter anal interne - Maladie de Hirschsprung à segment court - Maladie de Chagas - Myopathie héréditaire du sphincter interne - Relaxation inefficace des muscles striés du plancher pelvien. - Anismus (dyssynergie du plancher pelvien) - Sclérose en plaques - Lésions de la moelle épinière | - Obstruction mécanique de la sortie - Intussusception interne - Enterocele | - Dissipation du vecteur force - Rectocèle - Périnée descendant - Prolapsus rectal | - Sensibilité rectale altérée - Megarectum - Hyposensibilité rectale |